# Stare Oleszyce

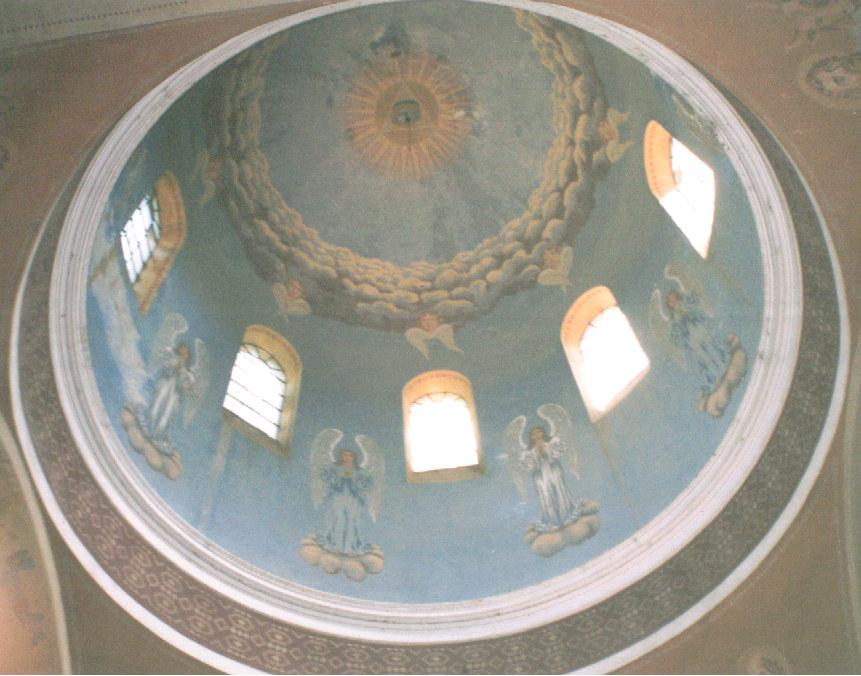
Polichromia kopuły w cerkwi murowanej z 1913

Stare Oleszyce (do 14 lutego 1968 Oleszyce Stare) – wieś w Polsce położona w województwie podkarpackim, w powiecie lubaczowskim, w gminie Oleszyce. 
W II Rzeczypospolitej wieś w powiecie lubaczowskim województwa lwowskiego. W latach 1942–1946 nacjonaliści ukraińscy z OUN-UPA zamordowali tutaj 23 Polaków.
W latach 1945–1954 istniała gmina Oleszyce Stare. W latach 1975–1998 miejscowość administracyjnie należała do województwa przemyskiego.
| SIMC    | Nazwa    | Rodzaj     |
| ------- | -------- | ---------- |
| 0607222 | Uszkowce | przysiółek |
| 0607239 | Zabiała  | przysiółek |

Wieś jest siedzibą rzymskokatolickiej parafii Najświętszego Serca Pana Jezusa w Starych Oleszycach. Jednak część mieszkańców (nr 1–103) należy do parafii Narodzenia Najświętszej Maryi Panny w Oleszycach.

## Zabytki
- Dawna drewniana cerkiew greckokatolicka pw. Opieki Bogurodzicy, wzniesiona w 1787. Przebudowana w latach 1876–1877 i w latach 20. XX wieku. Po 1947 przejęta na Skarb Państwa. W 1971 odzyskała funkcje sakralne jako parafialny kościół rzymskokatolicki parafii pw. Najświętszego Serca Jezusowego. W latach 1978–1981 remontowana i przebudowana[10]. Świątynia leży na szlaku architektury drewnianej województwa podkarpackiego.
- Cerkiew pw. Opieki Matki Bożej, murowana, zbudowana w 1913. Obecnie cerkiew jest opuszczona i zdewastowana, wymaga opieki i remontu[11].

## Kościoły i Związki Wyznaniowe
- Parafia Najświętszego Serca Pana Jezusa w Starych Oleszycach
- Zrzeszenie Wolnych Badaczy Pisma Świętego - zbór w Starych Oleszycach
- Świecki Ruch Misyjny „Epifania” – zbór w Starych Oleszycach